# Catherine (computerspel)
Catherine is een computerspel ontwikkeld door Atlus en uitgegeven door Atlus, Deep Silver en Sega voor meerdere spelcomputers. Het puzzelspel met survival horrorelementen is uitgekomen in Japan op 17 februari 2011, in de VS op 26 juli 2011 en in Europa op 10 februari 2012. Een heruitgave met aanvullende inhoud kwam uit in 2019 onder de titel Catherine: Full Body.

## Plot
Het verhaal gaat over Vincent Brooks, een man met nachtmerries over het beklimmen van een toren met demonen. Wanneer hij valt in de droom zal hij in het echte leven sterven. Nadat Brooks een affaire krijgt met de verleidelijke Catherine, raakt hij verscheurd tussen de gevoelens voor zijn vriendin Katherine en Catherine.
De stress van zijn dubbelleven en het erger worden van de nachtmerries maken Vincent ertoe om de affaire met Catherine te beëindigen. Na een gewelddadige confrontatie komt Catherine om het leven, maar deze gebeurtenis blijkt zich in de nachtmerrie te hebben afgespeeld. Katherine komt achter de geheime affaire van Vincent en verbreekt de relatie.
Vincent realiseert zich dat hij de enige is die van Catherines bestaan af weet. Hij praat met Mutton, de eigenaar van de bar waar hij overdag verblijft. Het blijkt dat Mutton eigenlijk Dumuzid the Shepherd is, en dat Catherine een succubus is die Dumuzid helpt alle mannen te straffen die zich niet binden aan een huwelijk en het gezinsleven.
Na een laatste confrontatie in de nachtmerrie lukt het Vincent om de top van de toren te bereiken.

## Spel
Het spel speelt zich overdag af, waarbij Vincent sociale interactie heeft met diverse personages, en zijn droomwereld, waar hij in driedimensionale torens zijn weg moet zien te vinden via puzzels. De keuzes die de speler maakt in het spel zijn bepalend voor de afloop.
In de heruitgave (Full Body) is er een nieuwe liefde toegevoegd, genaamd Rin, een afkorting van Catherine.

## Uitgaven
| Versie    | Datum van uitgave                              | Platform                |
| --------- | ---------------------------------------------- | ----------------------- |
| Classic   | 17 februari 2011 26 juli 2011 10 februari 2012 | PlayStation 3, Xbox 360 |
| Classic   | 10 januari 2019                                | Windows                 |
| Full Body | 14 februari 2019 3 september 2019              | PlayStation 4           |
| Full Body | 14 februari 2019                               | PlayStation Vita        |
| Full Body | 2 juli 2020 7 juli 2020                        | Switch                  |

## Ontvangst
| Recensiescore            | Recensiescore                                    |
| Recensieverzamelaar      | Score                                            |
| ------------------------ | ------------------------------------------------ |
| Metacritic               | 79% (PS3) 81% (PS4) 82% (X360) 80% (PC) 81% (NS) |
| Publicist                | Score                                            |
| Computer and Video Games | 8                                                |
| GameSpot                 | 8,5                                              |
| GamesRadar+              | 8                                                |
| IGN                      | 9                                                |

Catherine ontving positieve recensies. Men prees de volwassen inhoud en gameplay. Kritiek was er op de moeilijkheidsgraad. Het spel was in 2017 ruim een miljoen keer verkocht.
Op aggregatiewebsite Metacritic heeft het spel een gemiddelde verzamelde score van 80,6%.